# Miss France 1998
Miss France 1998 est la 68e élection de Miss France. Elle se déroule le 13 décembre 1997 au Centre international de Deauville. La cérémonie est diffusée en direct sur TF1 et est présentée par Jean-Pierre Foucault pour la 3e année consécutive.
Sophie Thalmann, Miss Lorraine 1997 remporte le titre et succède à Patricia Spehar, Miss France 1997. C'est la 3e fois qu'une Miss Lorraine remporte le concours.

## Classement final
| Résultats        | Candidates | Concours internationaux               |
| ---------------- | --- | ------------------------------------- |
| Miss France 1998 | - Miss Lorraine - Sophie Thalmann | Non-classée à Miss Univers 1998       |
| 1re dauphine     | - Miss Martinique - Véronique Caloc | 1re dauphine de Miss Monde 1998       |
| 2e dauphine      | - Miss Flandre - Céline Cheuva | Non-classée à Miss International 1998 |
| 3e dauphine      | - Miss Tahiti - Hinano Teanotoga |                                       |
| 4e dauphine      | - Miss Hainaut - Anne Houzé |                                       |
| Top 15           | - Miss Pays de l'Ain - Florence Jacquinot (5e dauphine) - Miss Bourgogne - Maud Aguilar (6e dauphine) - Miss Auvergne - Fabienne Malisano - Miss Camargue - Céline Torres - Miss Languedoc - Céline Gimbert - Miss Paris - Laetitia La Spina - Miss Poitou-Charentes - Alexandra Bauduin |                                       |

### Prix attribués
| Prix                                  | Candidates                                |
| ------------------------------------- | ----------------------------------------- |
| Prix du Charme Pétillant Raoul Collet | Miss Paris - Laetitia La Spina            |
| Prix de l'Elégance                    | Miss Touraine-Sologne - Blandine Bourdeau |
| Prix de la Sympathie                  | Miss Réunion - Sandrine Aipar             |

## Ordre d'annonce des finalistes
| 1. Miss Paris 2. Miss Bourgogne 3. Miss Auvergne 4. Miss Hainaut 5. Miss Martinique 6. Miss Lorraine 7. Miss Flandre 8. Miss Camargue 9. Miss Tahiti 10. Miss Languedoc 11. Miss Poitou-Charentes 12. Miss Pays de l'Ain | 1. Miss Lorraine 2. Miss Flandre 3. Miss Tahiti 4. Miss Hainaut 5. Miss Martinique |

## Préparation
Le voyage de préparation a lieu sur l'île de Saint-Martin. L'élection a lieu au Centre international de Deauville, en Normandie,.

## Déroulement
Les candidates ouvrent la cérémonie en costume régional, puis est diffusé leur portrait par groupe de 15 candidates, entrecoupé par la présentation du jury. Miss Réunion, Sandrine Aipar, ne participe pas à l'élection à la suite d'un malaise le jour même de l'élection.
Les candidates défilent ensuite en maillot de bain puis en robe de soirée. Les 12 demi-finalistes sont annoncées. Elles défilent en robe de soirée et sont interrogées par Jean-Pierre Foucault. Au cours de l'interview, Sophie Thalmann déclare avoir pour ambition de prendre plus tard la place du présentateur de l'émission, Jean-Pierre Foucault, ce qui provoque les rires du public. Les 12 demi-finalistes défilent ensuite en maillot de bain, puis le top 5 est annoncé. Les cinq finalistes prennent par à un tableau portant des chapeaux de Jean Barthet, puis défilent une dernière fois en robe de soirée avant l'annonce des résultats.
L'élection est suivie par près de 15 millions de téléspectateurs, ce qui en fait l'une des plus suivies de l'histoire de Miss France.

## Jury
| Membre              | Notes                             |
| ------------------- | --------------------------------- |
| Yves Rénier         | Acteur, scénariste et réalisateur |
| Alexandre Delpérier | Journaliste, animateur            |
| Elizabeth Teissier  | Astrologue                        |
| Bernard Montiel     | Animateur, comédien               |
| Richard Virenque    | Coureur cycliste                  |
| Mélody Vilbert      | Miss France 1995                  |
| Henri Salvador      | Chanteur                          |
| Myriam Stocco       | Miss France 1971                  |
| Philippe Chatel     | Chanteur                          |
| Anne d'Ornano       | Maire de Deauville                |

## Candidates
| Région                      | Nom                 | Élue à                 | Âge    | Taille | Résidence                    |
| --------------------------- | ------------------- | ---------------------- | ------ | ------ | ---------------------------- |
| Miss Albigeois              | Aurélie Bernard     | Lisle-sur-Tarn         | 19 ans | 1,76 m |                              |
| Miss Alsace                 | Séverine Baldo      | Bischwiller            | 21 ans | 1,73 m |                              |
| Miss Anjou                  | Sonia Leray         | Vern-d'Anjou           | 19 ans | 1,76 m | Sainte-Gemmes-d'Andigné      |
| Miss Aquitaine              | Céline Giusti       | Saint-Loubès           | 20 ans | 1,74 m |                              |
| Miss Artois-Côte-d'Opale    | Émilie Dhorne       | Le Touquet-Paris-Plage | 19 ans | 1,74 m |                              |
| Miss Auvergne               | Fabienne Malisano   | Néris-les-Bains        | 21 ans | 1,76 m | Montluçon                    |
| Miss Berry                  | Géraldine Allard    | Châteauroux            | 19 ans | 1,81 m |                              |
| Miss Bourgogne              | Maud Aguilar        | Autun                  | 19 ans | 1,82 m | Chalon-sur-Saône             |
| Miss Bretagne               | Nathalie Busson     | Lannion                | 22 ans | 1,78 m | Chatelaudren                 |
| Miss Calédonie              | Cindy Baronnet      | Nouméa                 | 18 ans | 1,73 m | Bourail                      |
| Miss Camargue               | Céline Torres       | Vergèze                | 20 ans | 1,73 m | Nîmes                        |
| Miss Cévennes               | Laurence Lamy       | Uzès                   | 18 ans | 1,72 m | Nîmes                        |
| Miss Champagne-Ardenne      | Sophie Marty        | Troyes                 | 20 ans | 1,76 m |                              |
| Miss Comminges              | Valérie Danovaro    | Saint-Gaudens          | 23 ans | 1,71 m | Saint-Gaudens                |
| Miss Corse                  | Aurélie Fournier    | Porticcio              | 21 ans | 1,70 m | Porto-Vecchio                |
| Miss Côte d'Azur            | Johanne Garcia      | Nice                   | 21 ans | 1,72 m |                              |
| Miss Flandre                | Céline Cheuva       | Dunkerque              | 21 ans | 1,72 m |                              |
| Miss Franche-Comté          | Sabrina Barbeaux    | Morvillars             | 19 ans | 1,70 m |                              |
| Miss Gascogne               | Corinne Plaza       | Lectoure               | 18 ans | 1,71 m | Soustons                     |
| Miss Guadeloupe             | Estelle Tite        | Sainte-Anne            | 18 ans | 1,81 m | Basse-Terre                  |
| Miss Hainaut                | Anne Houzé          | Maubeuge               | 20 ans | 1,75 m | Cambrai                      |
| Miss Île-de-France          | Caroline Boulfroy   | Nanteuil-lès-Meaux     | 19 ans | 1,75 m | Lagny sur Marne              |
| Miss Languedoc              | Céline Gimbert      | Carnon                 | 18 ans | 1,80 m | Béziers                      |
| Miss Limousin               | Cécile Chaminade    | Saint-Paul             | 21 ans | 1,77 m |                              |
| Miss Lorraine               | Sophie Thalmann     | Bar-le-Duc             | 21 ans | 1,81 m | Bar-le-Duc                   |
| Miss Lyon                   | Séverine Plasse     | Lyon                   | 22 ans | 1,72 m | Lyon                         |
| Miss Martinique             | Véronique Caloc     | Fort-de-France         | 22 ans | 1,85 m |                              |
| Miss Midi-Pyrénées-Toulouse | Amandine Mallen     | Toulouse               | 19 ans | 1,73 m |                              |
| Miss Normandie              | Delphine Garnier    | Domfront               | 22 ans | 1,71 m | Sainte-Honorine-la-Chardonne |
| Miss Orléanais              | Adeline Pillon      | Montargis              | 19 ans | 1,74 m | Orléans                      |
| Miss Paris                  | Laetitia La Spina   | Paris                  | 20 ans | 1,72 m | Paris                        |
| Miss Pays de l'Ain          | Florence Jacquinot  | Péronnas               | 20 ans | 1,77 m | Bellegarde-sur-Valserine     |
| Miss Pays de Loire          | Caroll Parfait      | Saint-Géréon           | 18 ans | 1,73 m | Saint-Julien-de-Concelles    |
| Miss Pays de Savoie         | Virginie Torre      | Sévrier                | 18 ans | 1,78 m |                              |
| Miss Pays du Velay          | Lydie Valentin      | Monistrol-sur-Loire    | 19 ans | 1,74 m | Yssingeaux                   |
| Miss Périgord               | Julie Sambard       | Bergerac               | 20 ans | 1,76 m |                              |
| Miss Picardie               | Belinda Hanart      | Saint-Quentin          | 19 ans | 1,77 m | Pont-Sainte-Maxence          |
| Miss Poitou-Charentes       | Alexandra Bauduin   | Jarnac                 | 19 ans | 1,77 m | Saint-Benoît                 |
| Miss Provence               | Alexia Russo        | Montfavet              | 22 ans | 1,82 m |                              |
| Miss Quercy                 | Virginie Soulignac  | Biars-sur-Cère         | 19 ans | 1,75 m |                              |
| Miss Réunion                | Sandrine Aipar      | Saint-Denis            | 18 ans | 1,73 m |                              |
| Miss Rhône-Alpes            | Stéphanie Loricourt | Corbas                 | 19 ans | 1,76 m | Saint-Laurent-de-Mure        |
| Miss Saint-Étienne Loire    | Aline Wangler       | Saint-Étienne          | 18 ans | 1,81 m | Saint-Étienne                |
| Miss Tahiti                 | Hinano Teanotoga    | Papeete                | 23 ans | 1,71 m | Pirae                        |
| Miss Touraine-Sologne       | Blandine Bourdeau   | Romorantin-Lanthenay   | 22 ans | 1,81 m |                              |